# Емілі Форд (веслувальниця)
Емілі Форд (8 листопада 1994 , Holmes Chapeld, Північно-Західна Англія ) — британська веслувальниця, бронзова призерка Олімпійських ігор 2024 року.

## Виступи на Олімпіадах
| Олімпіада  | Дисципліна | Місце |
| ---------- | ---------- | ----- |
| Токіо 2020 | вісімки    | 7     |
| Париж 2024 | вісімки    | 3     |

## Зовнішні посилання
- Емілі Форд на сайті World Rowing (англійська)
- Емілі Форд на сайті Olympics.com (англійська)
- Емілі Форд на сайті Olympedia (англійська)
- Емілі Форд на сайті British Olympic Association (англійська)